# 浪花麺だらけ
大阪ヌードルシティ～浪花麺だらけ～（おおさかヌードルシティ～なにわめんだらけ～）は、なんばパークス内にかつて存在したフードテーマパーク。株式会社ナムコと南海都市創造株式会社との共同事業である。

## 概要
2003年（平成15年）10月7日に開業して、2007年（平成19年）2月25日に閉園した。株式会社ナムコのプロデュース集団チームナンジャが企画設計・施工を行った。
メインとなる展示は日本各地から集められたご当地麺を味わうことのできる麺料理のテーマパークで、北は北海道から、南は沖縄までの選りすぐりの麺料理を楽しむことが出来た。また、"麺だめし"と呼ばれる通常のハーフサイズのものが、全ての店舗で用意されており、色々な麺料理を楽しめるようになっていた。
営業している店舗には出店期間があり、参加店舗は入れ替わる様になっていた。入り口から店舗への通路では、麺類の歴史や豆知識なども展示されていた。

## 沿革
- 2003年（平成15年）10月7日　なんばパークスのオープンと同時に、「大阪ヌードルシティ～浪花麺だらけ～」として開業。
- 2005年（平成17年）10月1日　リニューアルを機に、「大阪ヌードルシティ～浪花麺だらけ2～」と名称変更。
- 2007年（平成19年）2月25日　再リニューアルのため、この日の営業を最後に閉園。